# Abdoulaye Yahaya
Abdoulaye Yahaya (Bertoua, 2001. október 7. –) kameruni válogatott labdarúgó, a belga Dender játékosa.

## Pályafutása

### Klubcsapatokban
Yahaya a kameruni Apejes és a horvát Lokomotiva Zagreb csapatainak akadémiáin nevelkedett. 2021 decemberében igazolta le őt a magyar élvonalbeli Újpest, amelyben 2021. december 19-én debütált egy Zalaegerszeg elleni bajnoki mérkőzésen. Az Újpest csapatában 2021 és 2022 között összesen öt élvonalbeli– és két Magyar Kupa-mérkőzésen lépett pályára, egyetlen gólját pedig a 2022. március 2-i, Békéscsaba elleni kupamérkőzésen szerezte. 2022 augusztusában közös megegyezéssel szerződést bontott az Újpesttel, majd a török másodosztályú Tuzlasporhoz igazolt. 2023. április 7-én gólt szerzett a Denizlispor elleni 3–0-s győzelem alkalmával. 2024. február 13-án 2+1 éves szerződést írt alá a belga Dender csapatával.

### A válogatottban
Egyszeres kameruni válogatott, 2020. február 24-én debütált egy Ruanda elleni felkészülési mérkőzésen.

#### Mérkőzései a kameruni válogatottban
| #  | Dátum             | Ellenfél | Eredmény | Kiírás              | Esemény |
| -- | ----------------- | -------- | -------- | ------------------- | ------- |
| 1. | 2020. február 24. | Ruanda   | 0 – 0    | barátságos mérkőzés | 69'     |

## Játékstílusa
Yahaya elsősorban szélső poszton játszik, de támadó középpályásként is bevethető.